# تعالی (فیلم)
تعالی (انگلیسی: Ascendancy) یک فیلم به کارگردانی ادوارد بنت است که در سال ۱۹۸۳ منتشر شد. از بازیگران آن می‌توان به جولی کاوینگتون و ایان چارلسون اشاره کرد. این فیلم برنده خرس طلایی از جشنواره فیلم برلین شده است.